# Minyahil Teshome
Minyahil Teshome est un footballeur éthiopien né le 14 novembre 1985 à Addis-Abeba. Il évolue au poste de milieu de terrain avec le Dedebit FC.

## Carrière
Il commence sa carrière en 2004-2005 au sein du club d'Ethiopian Coffee avec qui il remporte la totalité des titres de son palmarès (le championnat en 2011, la Coupe d'Éthiopie en 2008 et deux Supercoupes). Il est transféré au Dedebit FC lors de la saison 2012-2013.
International éthiopien à sept reprises, il est appelé en janvier 2013 par le sélectionneur Sewnet Bishaw pour faire partie du groupe des 23 joueurs participants à la phase finale de la Coupe d'Afrique des nations 2013.
- 2004-2012 : Ethiopian Coffee ( Éthiopie)
- 2012- : Dedebit FC ( Éthiopie)

## Palmarès
- Championnat d'Éthiopie :
  - Vainqueur en 2011

- Coupe d'Éthiopie :
  - Vainqueur en 2008
  - Finaliste en 2006

- Supercoupe d'Éthiopie :
  - Vainqueur en 2008 et 2011